# Jinawang
Jinawang – gaun wikas samiti w zachodniej części Nepalu w strefie Rapti w dystrykcie Rolpa. Według nepalskiego spisu powszechnego z 2011 roku liczył on 979 gospodarstw domowych i 5156 mieszkańców (2860 kobiet i 2296 mężczyzn).